# Marie-Louise Paris
Marie-Louise Paris (* 20. Oktober 1889 in Besançon; † 28. April 1969 in Sceaux), genannt Mademoiselle Paris, war eine französische Ingenieurin. Als Pionierin der Ausbildung von Frauen in Naturwissenschaft und Technik gründete sie 1925 das Elektromechanische Fraueninstitut, aus dem später die École Polytechnique Féminine hervorging.

## Leben
Marie-Louise Paris ist das älteste von sechs Kindern. Obwohl der Tod ihres Vaters die Familie schon früh in Schwierigkeiten brachte, hielt dies die Kinder nicht davon ab zu studieren. Nach einem naturwissenschaftlichen Abitur setzte sie ihr Studium in Paris fort und erwarb einen Abschluss in Naturwissenschaften an der Sorbonne.
Wie ihre Schwester Hélène machte sie 1921 ihren Abschluss als Diplomingenieurin an der École de mécanique et d'électricité de Paris, was ihr den Zugang zu anderen Hochschulen eröffnete: 1922 schlossen beide ein Aufbaustudium am Institut électronique de Grenoble ab, das damals von Louis Barbillion geleitet wurde.
Nach ihrer Rückkehr nach Paris und verschiedenen Aufgaben (z. B. die Installation der Signalanlagen im Bahnhof von Laon) verkehrte sie in der Welt der Ingenieure und der Hochschulen, u. a. bei Gabriel Koenigs, einem Professor an der Pariser Fakultät für Naturwissenschaften, Paul Langevin, Léon Guillet, Direktor der École Centrale Paris, Léon Eyrolles, Direktor der École spéciale des travaux publics, du bâtiment et de l’industrie, Paul Appell, Rektor der Académie de Paris, und Edouard Branly, der ihr half, die Einrichtung einer Hochschule für Frauen zu legitimieren.
Da sie sich für die Luftfahrt begeisterte, nahm sie Flugunterricht bei Caudron in Guyancourt und entwarf den Prototyp eines Touristenflugzeugs, das 1936 auf der Pariser Luftfahrtschau ausgestellt wurde. Sie ernannte Hélène Boucher (posthum) und Maryse Bastié zu Patinnen der Jahrgänge 1938 bzw. 1945 der École polytechnique féminine und Henri Farman zum Paten des Jahrgangs von 1947.
Sie starb am 28. April 1969 an Diabetes, mitten in der Hochschule, die sie ihr ganzes Leben lang aufgebaut hatte.

## Gründung der l’École polytechnique féminine
Geprägt von der Abwesenheit von Frauen während ihres Studiums am Institut für Elektronik in Grenoble (in ihrem Jahrgang gab es nur vier Absolventinnen unter 605 Studenten), erhielt sie 1925 die Erlaubnis, allein und ohne finanzielle Mittel vorübergehend die Hörsäle des Conservatoire national des arts et métiers (CNAM) zu nutzen, um das Elektromechanische Fraueninstitut zu gründen, einen Kurs, den sie anfangs nur in Teilzeit unterrichten konnte. Das Elektromechanische Fraueninstitut wurde am 4. November 1925 eröffnet, ein Ereignis, über das die Presse berichtete.
Marie-Louise Paris war zunächst die Hauptlehrkraft. Sie wurde von zwei Lehrern für technisches Zeichnen und Mechanik (Gabriel Koenigs) unterstützt. Ihre für die damalige Zeit originelle Initiative führte dazu, dass sie zum VII. Kongress für technische Chemie eingeladen wurde, um über den Zugang von Frauen zu einer Karriere in der Industrie zu diskutieren.
Nach verschiedenen finanziellen Problemen und der Einstellung mehrerer Professoren änderte Marie-Louise Paris 1933 den Namen ihres Instituts in École Polytechnique Féminine, um den Unterricht zu konsolidieren und zu diversifizieren. Die Studienzeit wurde dabei von zwei auf drei Jahre verlängert.
Nach dem Ausschluss der Schule aus dem CNAM und einer zehnjährigen Wanderschaft von Ort zu Ort (insbesondere an den Gymnasien Lycée Jean-de-La-Fontaine, Lycée Jules-Ferry und Lycée Janson de Sailly) kaufte Marie-Louise Paris 1956 eine Villa in Sceaux, um dort eigene Räumlichkeiten für die École Polytechnique Féminine einzurichten.

## Würdigung
Ein Forschungszentrum der École Polytechnique Féminine trägt ihren Namen und eine Büste von ihr befindet sich auf dem Campus der Hochschule.
Die Haltestelle der Linie B der Straßenbahn in Grenoble, die zuvor CEA Cambridge hieß, wurde am 2. September 2019 in Marie-Louise Paris - CEA umbenannt.